# 大熊座λ
大熊座λ，又名BD+43 2005，HD 89021、SAO 43268、HR 4033，是大熊座的一颗恒星，视星等为3.45，位于銀經175.87，銀緯55.09，其B1900.0坐标为赤經10h 11m 4s，赤緯+43° 55.09′ 50″。